# ベックム
ベックム (ドイツ語: Beckum [ˈbɛkʊm], 低地ドイツ語: Biäkem) は、ドイツ連邦共和国ノルトライン＝ヴェストファーレン州ミュンスター行政管区のヴァーレンドルフ郡に属す人口約37,000人の中規模都市である。
ベックムは、ミュンスターラントの小連山ベックマー・ベルゲ（ベックム山）の名前の由来となった。

## 地理

### 市域の広がり
ベックム市の南北幅は 12.8 km、東西幅は 12.3 km である。高度は海抜 84.5 m から 164 m に分布する。

### 隣接する市町村
ベックム市は、北から時計回りに以下の市町村と境を接する: エニガーロー、エルデ、ヴァーデルスロー、リッペタール、アーレン。南の市境は同時にゾースト郡との郡境およびアルンスベルク行政管区との管区境でもある。

### 市の構成
ベックムは、以下の4市区で構成されている（人口は2010年現在）
- ベックム（24,069人）
- ノイベックム（10,404人）
- フェレルン（1,151人）
- ローラント（1,140人）

### ヴェストファーレンの中心点
計算方法にもよるのだが、ベックム市南部、リップボルクとリッペタールとの境界に面したウンターベルク地区（あるいはリップボルク内）付近にヴェストファーレンの中心点がある。

## 歴史
ベックムは、1134年に初めて文献に記録されており (parrochia Bikeheim)、1224年に「都市」として記述されている。地名は Beckem（Bachheim あるいは Heim an Bächen、すなわち「小川沿いの家」）に由来する。これは市内で3つの小川が合流することにちなんでいる。3つの小川、コレンバッハ川、ジーヒェンバッハ川、リップバッハ川は市の紋章にも描かれている。これらの小川は川辺の草地を造りだし、ベックムの礎となった。中世には、敵対する軍隊や他の街からの奇襲を防ぐため、壁で街が取り囲まれた。市周辺の農業に利用されていた耕作地も2重、3重の壁の内側に取り込まれた。防衛施設には、4つの市門、22の監視塔があり、この市壁の防衛塔のうちの1つと、いわゆるゾースト監視所が現存している。後者は現在、展望塔として使われている。ヘクスベルク山上に位置することから周辺の広い展望が得られる。市内にはいくつかの地下壕があり、見学用に時々公開されている。
ベックム地域の最も古いヒトの定住は新石器時代からなされている。市の南部ダルマー地区に残るガレリー墓（巨石墓、地元では「ヒューネン墓」＝「巨人の墓」と呼ばれる）はその頃のものである。中世初期には、ベックム周辺にゲルマン人部族が住んでいた。600年から800年頃の数多くの副葬品やベックムの南にある土塁跡がこれを証明している。1959年の建設工事の際に、ザクセン人貴族の墓が発見された。ここには、馬の骨や贅沢な武具などの豊かな副葬品が見つかった。中世後期には、ベックムはハンザ同盟に加盟した。この貿易関係についての最初の記録は1433年のものである。
言い伝えによれば、シルトビュルガーの郷里であるシルダ市はベックム市と同一であるとされている。

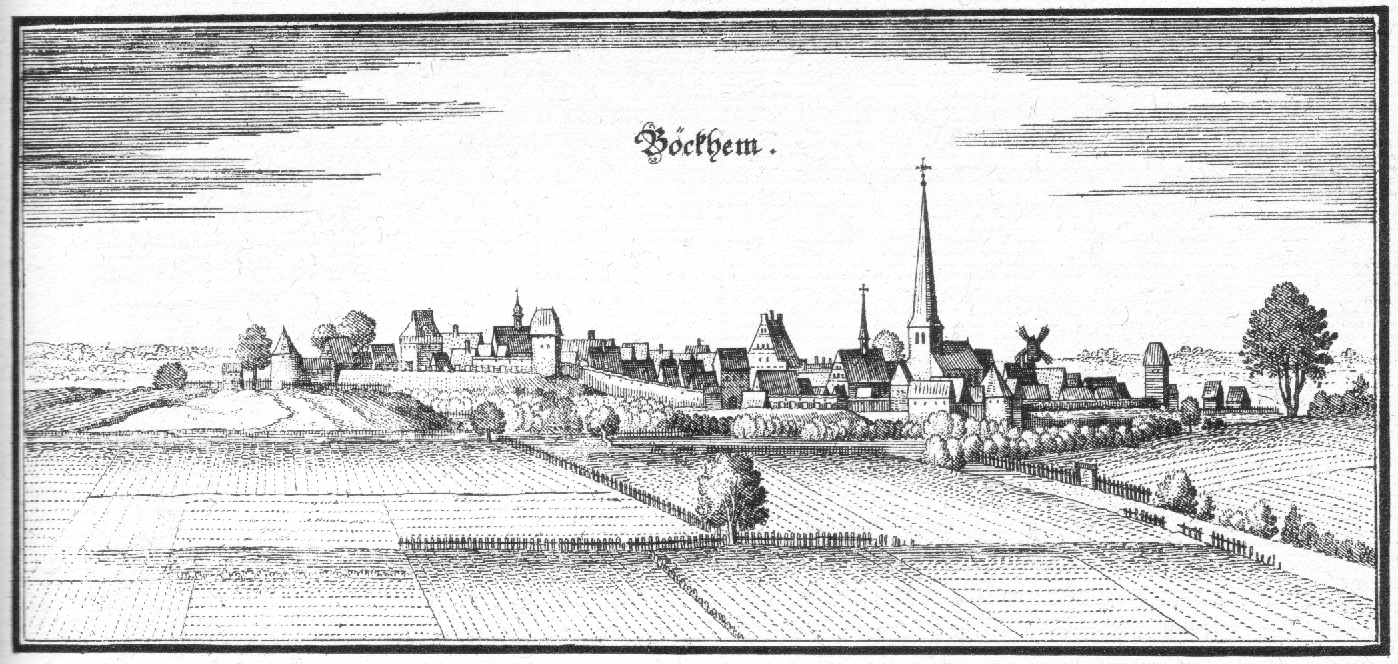
1647年に出版されたマテウス・メーリアンの銅版画に描かれたベックム

2つの交易路が交差する戦略的に有利な場所に位置することから、ベックムは中世にはすでに裕福な都市となっていた。多くの商人や職人が市壁の中に定住した。17世紀から1942年までベックムに永続的なユダヤ人社会があったことが証明されている。
その後この街は戦争、疫病、大火災（1655年、1657年、1734年）によって大部分が損傷し、衰退していった。19世紀末になって、やっと、経済が次第に上向いた。1872年にベックムで最初のセメント工場が建設され、数多くの会社がこれに続いた。良質な原料（泥灰岩）が産出すること、ルール地方に近いこと、1847年にケルン＝ミンデン鉄道会社の新たな幹線によって結ばれたことにより、ベックムは世界的に最も重要なセメント供給者の1つに数えられるようになった。現在もベックには2つの大きなセメント工場がある（セメックスヴェストセメント GmbH とフェニックス・セメント工場クロークボイムカー GmbH & Co. KG）。
19世紀末からはこのほかに、ストロンチウム鉱石の採掘が経済分野に加わった。当時ミュンスターラントは世界唯一のストロンチウム鉱産出地と見なされていた。この鉱物は、製糖業者にとって糖蜜を精糖するための触媒として不可欠なものであった。しかし、ストロンチウム鉱の需要は数年しか続かなかった。安価な天青石がその代わりに用いられるようになり多くの小さな坑は操業を停止した。
ベックム市は第二次世界大戦中、爆撃による大規模な破壊を免れた。1945年4月1日、侵攻してきたアメリカ軍に対し、本市の司令官ルドルフ・ドゥンカーは戦うことなく降伏した。
1816年から1974年までの間、ベックムは郡庁所在地（ベックム郡）であった。しかしヴァーレンドルフ新設に伴いその地位を失った。

### 市町村合併
1969年7月1日に、キルヒシュピール・ベックムとフェレルンが合併した。1975年1月1日にノイベックムがこれに加わった。

### 人口推移
| 1975年 | 1980年 | 1985年 | 1990年 | 1995年 | 2000年 | 2005年 | 2008年1 | 2009年1 | 2010年1 | 2011年 | 2012年2 |
| ------ | ------ | ------ | ------ | ------ | ------ | ------ | ------- | ------- | ------- | ------ | ------- |
| 39,027 | 37,903 | 36,725 | 36,772 | 38,166 | 37,916 | 37,472 | 36,965  | 36,764  | 36,736  | 36,631 | 36,062  |

1. 出典: Regionaldatenbank Deutschland
2. 出典: IT.NRW

#### 人口予測
人口減少は主に出生数の減少と、移住による流出が原因である。2025年までに平均年齢は 46.6 歳にまで上昇すると推定される。これは 35 % 以上の住民が 60 歳以上であることを意味している。
| 2013年 | 2014年 | 2015年 | 2016年 | 2017年 | 2018年 | 2019年 | 2020年 | 2021年 | 2022年 | 2023年 | 2024年 | 2025年 | 2030年 |
| ------ | ------ | ------ | ------ | ------ | ------ | ------ | ------ | ------ | ------ | ------ | ------ | ------ | ------ |
| 36,340 | 36,220 | 36,070 | 35,830 | 35,600 | 35,410 | 35,290 | 35,030 | 34,920 | 34,710 | 34,580 | 34,400 | 34,140 | 33,190 |

## 行政

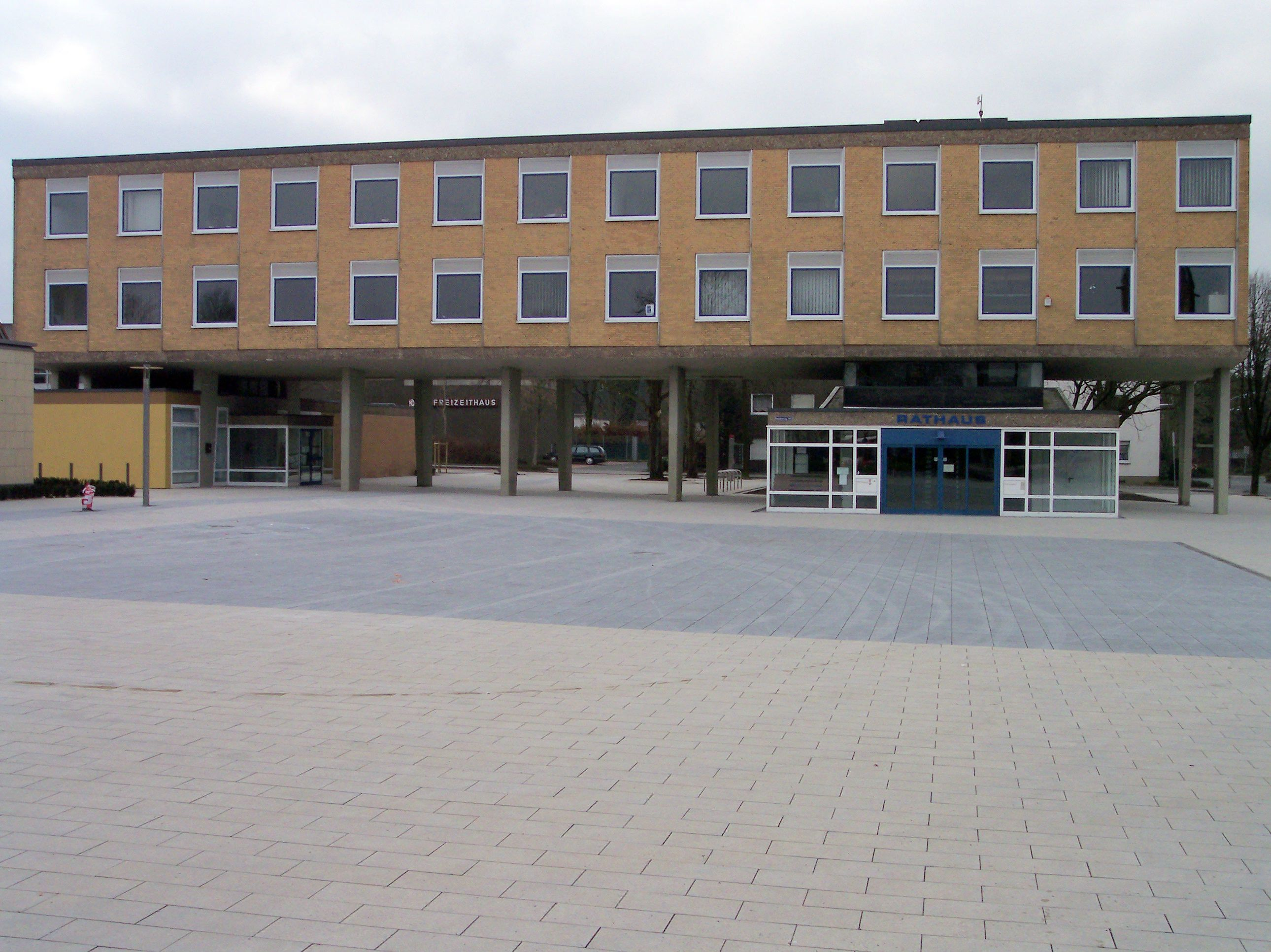
ベックム市庁舎

### 議会
ベックムの市議会は、2009年以降 38 議席で構成されている。これ以前は42議席であった。

### 紋章
図柄: 赤地に3本の白い斜め波帯。
3本の波帯は、Beckum = Bekehem = Bachheim（小川の家）を地口で象徴しており、コレンバッハ川、ジーヒェンバッハ川、リップバッハ川の3本の小川を表している。これらの川はベックム市内で合流し、ヴェルゼ川を形成する。この紋章は1976年3月26日に認可された。

### 姉妹都市
- ラ・セル＝サン＝クルー（フランス、イヴリーヌ県）1983年
- ヘーリングスドルフ（ドイツ語版、英語版）（ドイツ、メクレンブルク＝フォアポンメルン州）1990年
- グロトクフ（ポーランド語版、英語版）（ポーランド、オポーレ県）1997年[4]

長年にわたる姉妹都市関係とこれによるヨーロッパという概念の深化によって、ベックム市は欧州評議会から2003年にヨーロッパ賞、2年後に栄誉旗、2010年にヨーロッパメダルを授与された。
このほかにベックム市とグロットカウアー連邦協会 e.V. との間で支援・協力関係が結ばれている。
ベックムは中世にハンザ同盟と交易関係にあったため、現在は新ハンザ同盟およびヴェストファーレン・ハンザ同盟に加盟している。

### 環境行政
温室効果ガス排出とエネルギー消費量を持続的に抑制することを目的として、ベックム市は2016年にマスタープラン自治体連合に加盟した。

## 文化と見所

### 建築

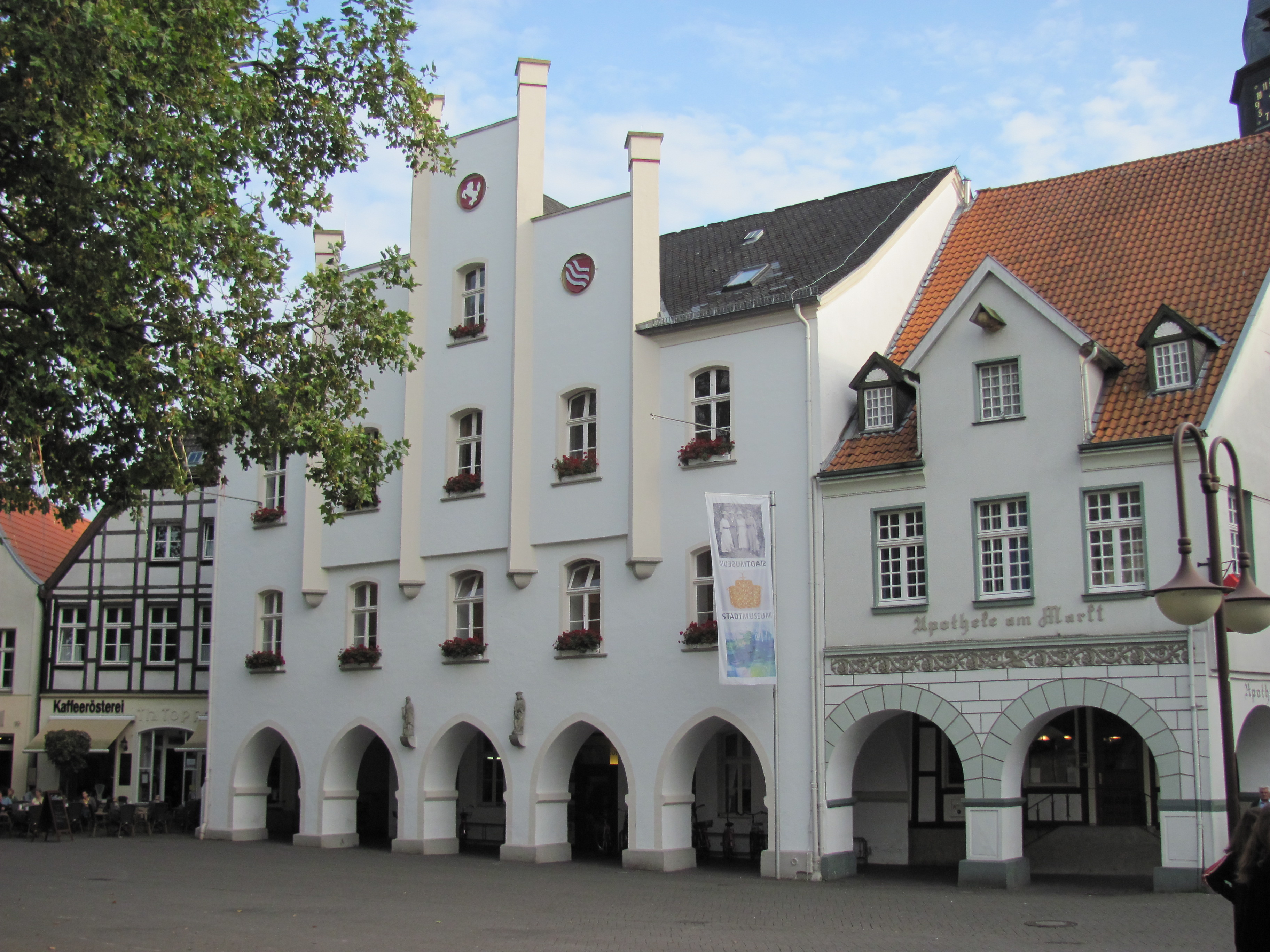
旧市庁舎（中央、現在は市立博物館）と旧市庁舎酒庫（右端、現在はアム・マルクト薬局）

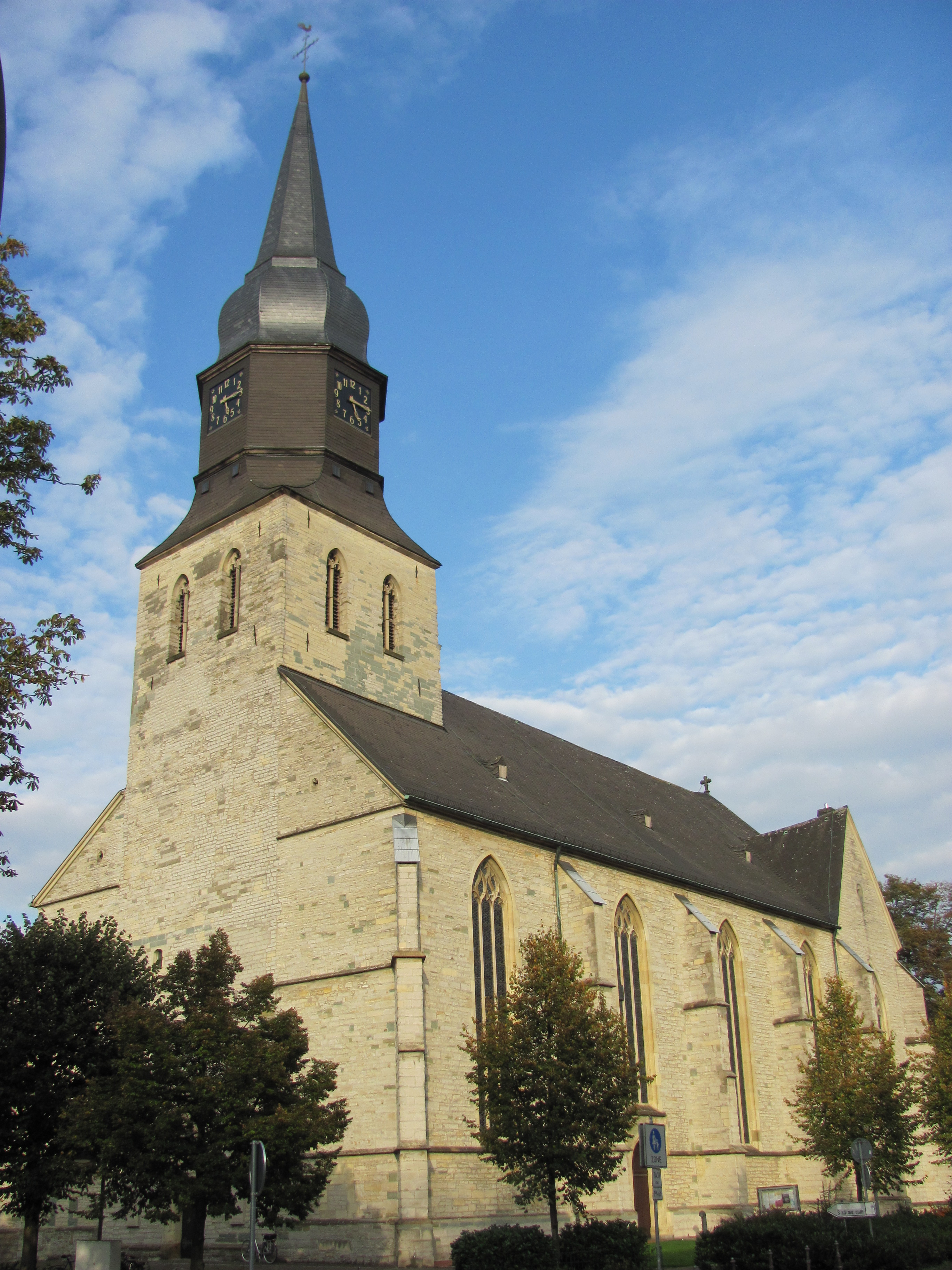
聖シュテファヌス教会

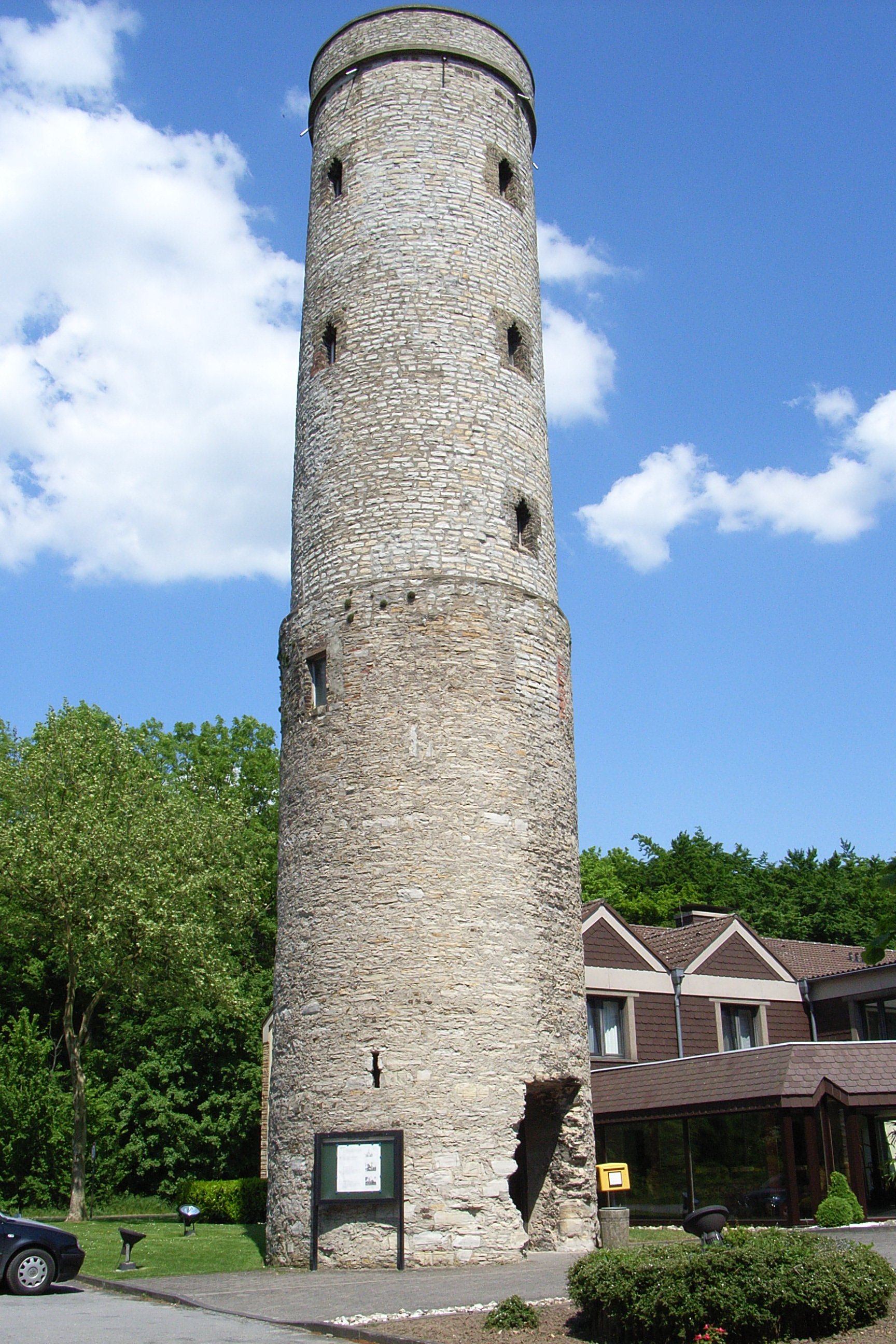
ヘックスベルクのゾースト監視所

ベックムには、建築学上および芸術史上見る価値のある建物がいくつかある。
- 市の中心、マルクト広場沿いに、1441年に最初の記録がなされた古い市役所がある。この小さな建物は13世紀にまで遡る。現在の建物の中核部は15世紀に建設された。側部階段破風と尖塔型のアーチを持つ建物は1879年にフロア1つ分増築がなされた。この頃にネオゴシック様式の階段破風（ドイツ語版、英語版）が取り付けられたが、1937年に簡素化された。マルクト広場側のファサードには街の守護聖人聖ステファヌスと聖セバスティアヌスの像の複製が飾られている。おそらくハインリヒ・ブラベンダー一派によって製作されたオリジナル（1500年頃）は、現在は教会内に納められている。1986年以降この建物には市立博物館が入居している。市庁舎の西側は、かつての市の酒庫の建物にアーケードでつながっている。かつての酒庫には現在、アム・マルクト薬局が入居している。
- 市庁舎の裏に首席司祭座教会聖シュテファヌス教会（現在の教会堂は13世紀に建造されたもの）がある。このベックム最大の教会は、本市の最も重要な宗教的宝物であるプルデンシャルシュライン（プルデンシアの聖櫃）を所有している。これは1230年代に製作された黄金の聖櫃である。元々は教会の守護聖人であるステファヌスとセバスティアヌスおよびファビアヌスに献げられていたが、1881年に殉教者プルデンシアの聖遺物が収められ、これ以後彼女の名で呼ばれるようになった。この聖櫃は、この種のものとしては全ヴェストファーレン中最も価値の高いものである[15]。60ストップの歴史的なオルガンも重要である。このほかに首席司祭座教会の教会塔（ドイツ語版、英語版）の鐘も特筆に値する。
- ジュート通り21番地にかつてのアウグスチノ女子修道会（ドイツ語版、英語版）ブルーメンタール修道院の跡がある。元々は市の西の門前にあったが、1451年に市内に移転した。1463年に、教会（現存しない）が完成した。1657年の火災で修道院の建物群はほぼ完全に焼失した。1814年に修道院は閉鎖された。1845年から建物の解体が行われ、寄宿舎の寝室棟だけが遺された。この建物は2007年から2009年に改修され、2009年8月15日から郷土・家族資料館として利用されている。
- ノルト通り入り口の旧宿駅は1857年から1858年に建設された。3面の中央張り出し部（ドイツ語版、英語版）と外階段を有するこの後期古典主義様式の建物は、1980年から1981年に完全に修復された。
- 3度の大火災（1655年、1657年、1734年）により内市街には古い建物はわずかしか遺っていない。リンネン通り7番地（食堂「アッカービュルガーハウス」）は木組みのディーレンハウス[訳注 1]で、17世紀後半、すなわち最初の2回の大火災後すぐに建設された。ほかの多くのこのタイプの建物はこれよりも後の時代に建てられたものである。たとえば、ヴェスト通り19番地は1785年に建設された。
- ヴェステンフォイアーマルクト（かつてのヴェステンフォアマルクト）前に1886年に郡議会場が建設された。このネオゴシック様式の建物は、かつて郡行政の本部であった建物で、現在も大変良好に保存されている。
- この近くに建つ四角形のブッデン塔は、中世防衛施設の22基あった監視塔のうち最後まで遺ったものである。この塔は何度も改築され、現在は郷土資料室として利用されている。ヘックスベルクのゾースト監視所は耕作地を囲んでいた防衛施設の現存する最後の遺構である。
- ユダヤ人墓地はかつての市壁のすぐ外側、旧土塁付近にある。この墓地は1690年に初めて文献に記録されている。ここには18世紀から20世紀の数多くの墓石がある。
- 1938年にベックムとエルデとの間のアウトバーン建設に伴い、ヘッセラー陸橋が設けられた。これはドイツ初のアウトバーンを跨ぐプレストレストコンクリート製橋梁であった。この橋は2012年に取り壊され、近くのフェルン・サービスエリアに記念建造物として再現された[16]。
- ベックム通信塔は、1952年に建造されたドイツで最も古い鉄筋コンクリート製送信塔の1つである。

- 聖シュテファヌス教会のオルガン
- ヘッセラー陸橋の遺構
- ベックム通信塔

### レジャーと文化
ベックム市は農業を中心とする地方に位置しており、レジャー施設や保養施設を数多く有している。ベックム周辺には全長約 370 km のよく整備された自転車道があり、ミュンスターラント南東部の丘陵地域を通っている。特筆すべきはヴェルゼ自転車道、100城ルートおよびレーマー＝ルートである。レーマー＝ルートは、ベックムの南を走ってリップボルクを通っており、一般道を使って簡単にアクセスできる。
ミュンスターラント騎馬ルートの一部であり、オルフェンからリップシュタットに至る主要遊歩道 X1が市内を通っている。

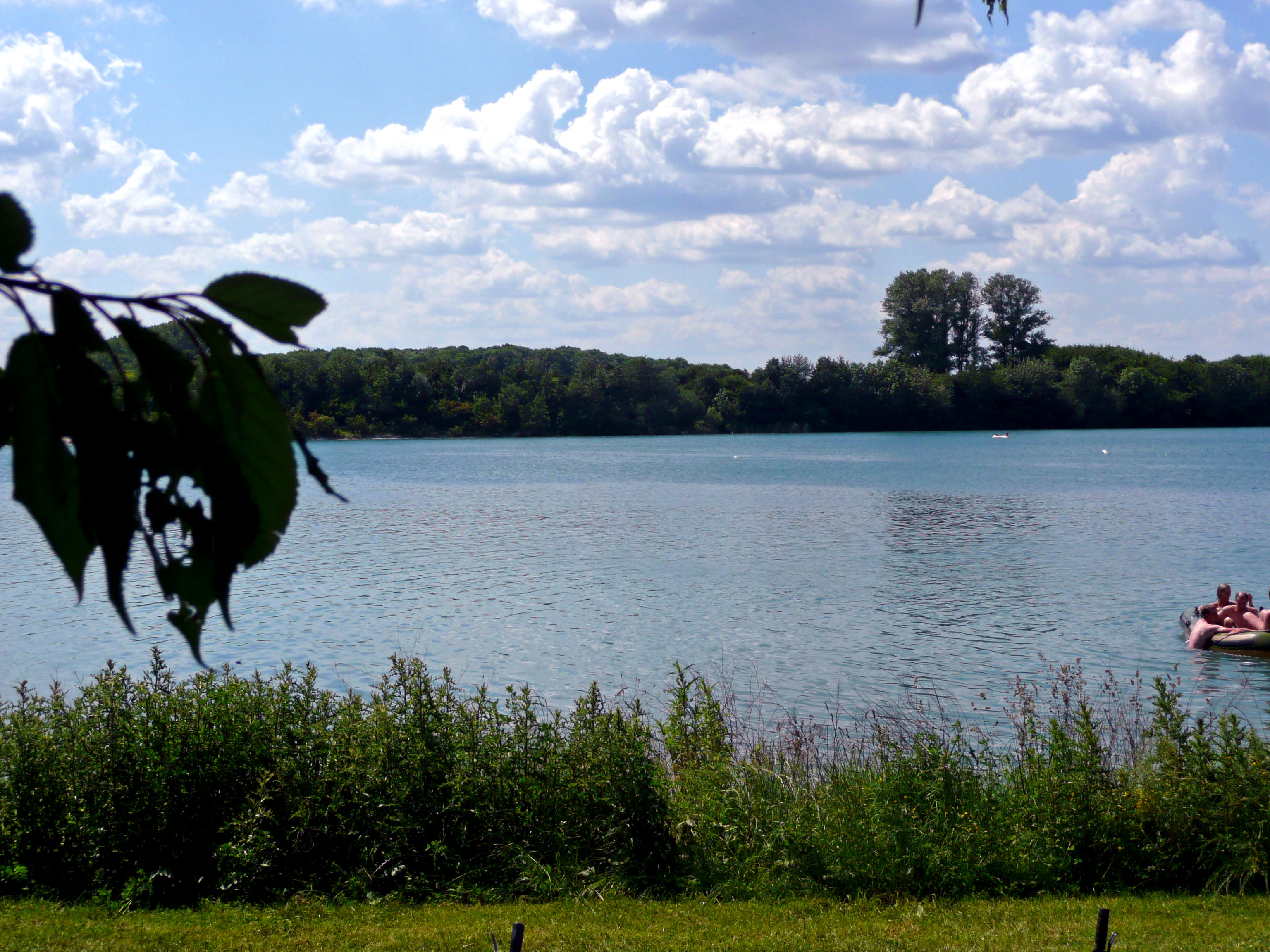
トゥッテンブロック湖

市街地の近くに自然再生化された採石場があり、大きな遊戯広場やドイツ・アルペン協会のクライミングウォールをもつアクティブパーク・フェニックス、水浴場や水上スキー施設を有するトゥッテンブロック湖畔レジャー施設などを含む保養地区として整備されている。
ヘックスベルク（フィットネス・トレイルや野生動物園がある）やフェレルナー・ブロックなどの森林地区には、よく整備された遊歩道、公園、売店がある。
内市街には、憩いの場として、多くの公園や緑地施設が設けられている。ベックム市内や周辺には数多くのホテルがあり、観光客の宿泊が可能である。
このほか、ベックムには、屋内・屋外プール、体育館、運動場、テニス施設、乗馬施設など様々な種類のスポーツ施設が多くある。
ベックムではクラブ活動に長い伝統があり、住民の多くはスポーツクラブ、射撃クラブ（12団体）、カーニバルクラブ（母体団体の傘下に22団体）、その他のクラブに参加している。
このほかの文化施設としては、旧市庁舎内にあるベックムの歴史やカーニバルを紹介し様々や入れ替え展示がなされる市立博物館、フィロウ文化活動団の市立劇場、ガーレン鍛冶博物館、セメント博物館、数多くの文化イベントや祭がある。1930年代から300以上の優れたコンサートが行われているフェレルンの室内コンサート「旧司祭館での音楽会」はこの町の音楽生活の重要な一部となっている。
聖エリーザベト病院も文化的構成要素の1つである。1993年5月6日からここでは週4-5回独自のラジオ放送が病床で聴くことができる。かつての4人の職員が、患者向けプログラム「フロージン - アクトゥエレス - ムジーク」や、ドイツで有名な芸術家のインタビューを放送している。ベックムに関わるテーマも番組で取り上げ、放送される。

### 謝肉祭
ライン＝ヴェストファーレン地域の謝肉祭の中心地として、毎年開催されるバラの月曜日のパレードは市外でも有名である。1895年に9台の山車が登場する当時としてはヴェストファーレン最大のバラの月曜日のパレードが行われた。その後多くの山車が造られ、クラブが設立されたため、2012年には42台の山車、43の徒歩グループが参加し、2万人以上の観客を集めた。ベックムの謝肉祭のシンボルキャラクターがルムスケディ＝カーター（雄猫ルムスケディ）である。これは背中を丸めた黒猫を象ったものである。しばらく前に、この猫のための山車が造られた。この山車は水を吹きかけるため、観客にとって特別なアトラクションとなっている。

## 経済と社会資本

### 交通

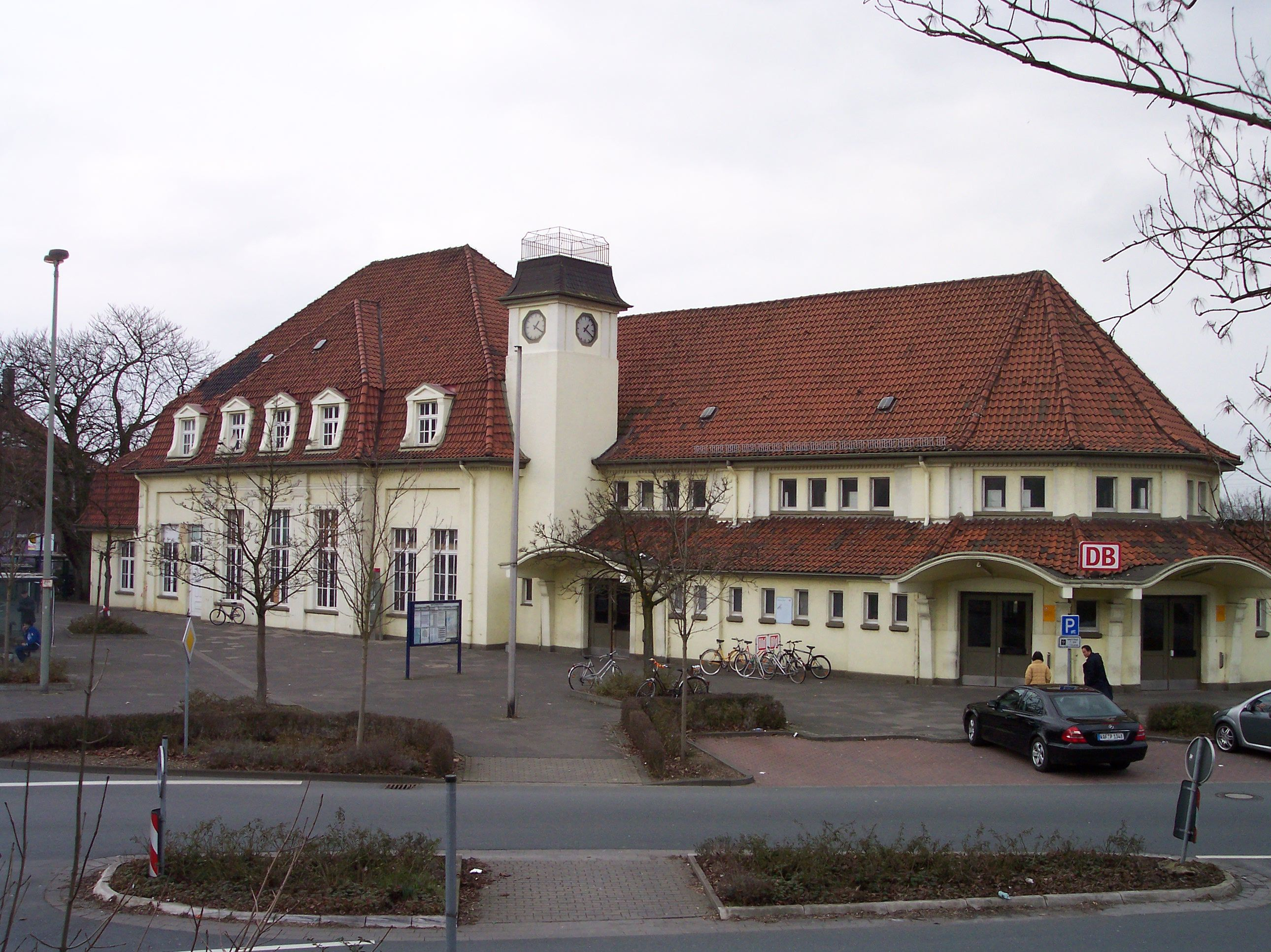
ノイベックム駅

#### 鉄道
ノイベックム駅は鉄道ハム - ミンデン線の駅である。ノイベックム駅には、1時間ごとにレギオナルエクスプレス RE6「ライン＝ヴェーザー＝エクスプレス」ケルン/ボン空港 - デュッセルドルフ - ドルトムント - ハム - ビーレフェルト - ミンデン（DBレギオNRW）とレギオナルバーン RB69「エムス＝ベルデ鉄道」ミュンスター - ハム - ビーレフェルト（オイロバーン）が発着するため、おおむね30分ごとに利用することができる。さらに非電化の路線であるヴェストフェリシャー・ランデス鉄道 (WLE) のミュンスター - ヴァールシュタイン線が市内を通っている。この路線は専ら貨物列車が運行しており、地元のセメント工場にヴァールシュタインで産出する純度の高い石灰岩を運ぶ主要交通機関となっている。1975年に廃止されたこの路線の旅客運行再開の目処はたっていない。ただし、この路線の一部であるゼンデンホルストとミュンスターとの間は再開された。

#### 道路
ベックムはアウトバーン A2号線オーバーハウゼン - ハノーファー - ベルリンのインターチェンジが利用できる。
連邦道 B58号線（シュトラーレン - ランゲンベルク）およびB475号線（エムスデッテン - ゾースト）が市内を通っている。

#### バス
ベックム市区は、ノイベックム市区およびその駅から約 5 km 離れた場所にあるため、独自のバスステーションがあり、定期的に地方バス、市バス、高速バスが運行している。定期バスは、このバスステーションからリッペタール、ヴァーデルスロー、リップシュタット、エルデ、ヴァーレンドルフ、エニガーロー、アーレン、ハムへも運行している。2本の路線がベックムとノイベックムとを結んでいる。1時間ごとにノイベックム、アーレン＝フォアヘルム、ゼンデンホルストを経由してミュンスターへ向かう高速バスが運行している。週末には、ミュンスターおよびリップシュタット行きの夜行バスが、夏季には自転車を載せることができるファールラートバス路線が追加運行される。
市の評価によればバスステーションは内市街から離れすぎている（約 500 m）ため、2011年にやや南に移動させる動きがあった。これはマリエン広場にバスステーションを移転させようという市民主導の運動によるものであったが、挫折した。その替わり、古い広場に新しく造られた。新しいバスステーションは、拡張された自転車置き場を含んでいる。

#### 航空
最寄りの空港までのおよその距離は以下の通り:
- 50 km　地方空港ドルトムント空港 (DTM)
- 65 km　地方空港パーダーボルン/リップシュタット空港（ドイツ語版、英語版） (PAD)
- 70 km　国際空港ミュンスター/オスナブリュック空港 (FMO)
- 130 km　国際空港デュッセルドルフ空港 (DUS)

### 地元企業
様々な業種の中小企業がベックムとその周辺市区に進出している。
2016年7月現在、ベックム市の土地税 Aの賦課率は 235 %、土地税Bの賦課率は 435 %、営業税の賦課率は 425 % である。

### 農林業
オオムギ、コムギ、カラスムギといった穀物栽培、およびトウモロコシ、セイヨウアブラナや新しく散発的に行われるダイズ栽培がベックム市周辺における農業の主力である。さらにブタや家禽類および搾乳のための動物飼育も行われている。
林業は小さな役割に過ぎない。わずかな面積の地域でクリスマスツリー用の木が栽培されている。
いくつかの森、草地、自然再生された採石場が自然保護区に指定されている。たとえば、野生化したヘック牛が棲むブルンスベルク自然保護区、フリードリヒスホルストおよびフェレルン旧採石場、パターホルツ森林地区などである。

### 公共機関および研究機関

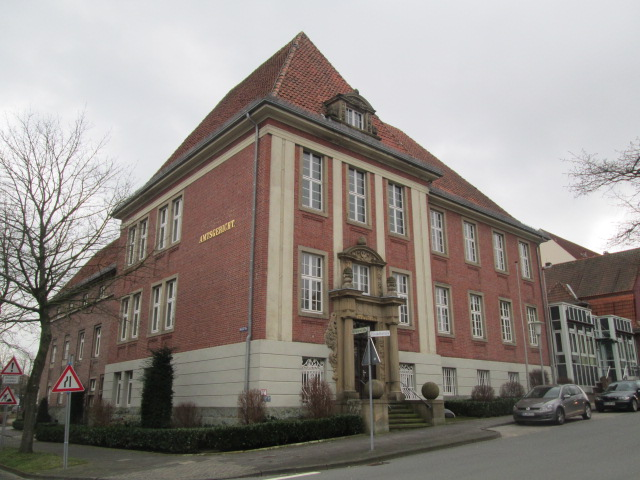
ベックム区裁判所

- 新市庁舎の行政機関および市民窓口[33]、ヴェスト通り 46番地
- ベックム警察派出所、ケッテラー通り 8番地
- ベックム区裁判所[34]、エリーザベト通り 15 - 17番地
- ベックム税務署[35]、パーターヴェーク 25番地
- ベックム税関、コンラート＝アデナウアー＝リング 44番地
- 道路交通局の自動車登録署、アウフ・デム・ティッゲ 21a番地
- 連邦労働事務所、エリーザベト通り 2番地
- ベックム消防団
  - ベックム消防・救急監視所、ミュンスターヴェーク 11番地
  - フェレルン消防署、ドルフ通り 48番地
  - ノイベックム消防署、シュピーカー通り 9番地
- 技術救援活動組織 (THW)[36] ベックム地区連盟、ジーメンス通り 11番地

## 人物

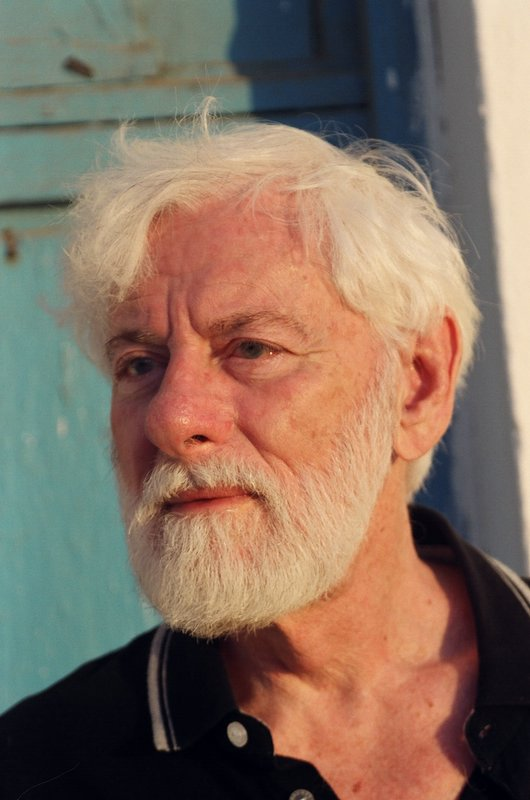
ウリ・アブネリ

### 出身者
- ウリ・アブネリ（1923年 - ）イスラエルの政治家、作家、平和運動家
- ウード・ホルスマン（ドイツ語版、英語版）（1952年 - ）サッカー選手、家具デザイナー
- ロルフ・アルダク（ドイツ語版、英語版）（1968年 - ）自転車競技選手
- マルクス・ボルマン（ドイツ語版、英語版）（1981年 - ）サッカー選手

### ゆかりの人物
- ヴィルヘルム・エマヌエル・フォン・ケッテラー（ドイツ語版、英語版）（1811年 - 1817年）マインツ司教（在位: 1850年 - 1877年）、1844年から1846年まで聖シュテファヌス教会の聖職者を務め、1848年にベックムの聖エリーザベト病院を設立した。
- ラインハルト・レットマン（ドイツ語版、英語版）（1933年 - 2013年）ミュンスター司教（在位: 1980年 - 2008年）、1959年に聖シュテファヌス教会の聖職者を務めた。
- ヴェンデリン・ヴィーデキング（1952年 - ）実業家、ポルシェのCEO、フォルクスワーゲンの役員を歴任した。ベックムで育ち、アルベルトゥス＝マグヌス＝ギムナジウムでアビトゥーアを取得した。
- ヴィクター・スモールスキ（ドイツ語版、英語版）ギタリスト、バンド「レイジ」の元メンバー。ベックムに住んだ。

## 訳注
1. ↑  ドイツ北部で見られる家屋の建築様式で、大きな入り口扉を備えた広い土間を持つ建物。Diele = 玄関フロアで、北部では特に土間を意味する。
2. ↑  ドイツの土地税および営業税の税率は全国共通の基本税率に賦課率を掛けた値となる。